# Lubelski Park Naukowo-Technologiczny

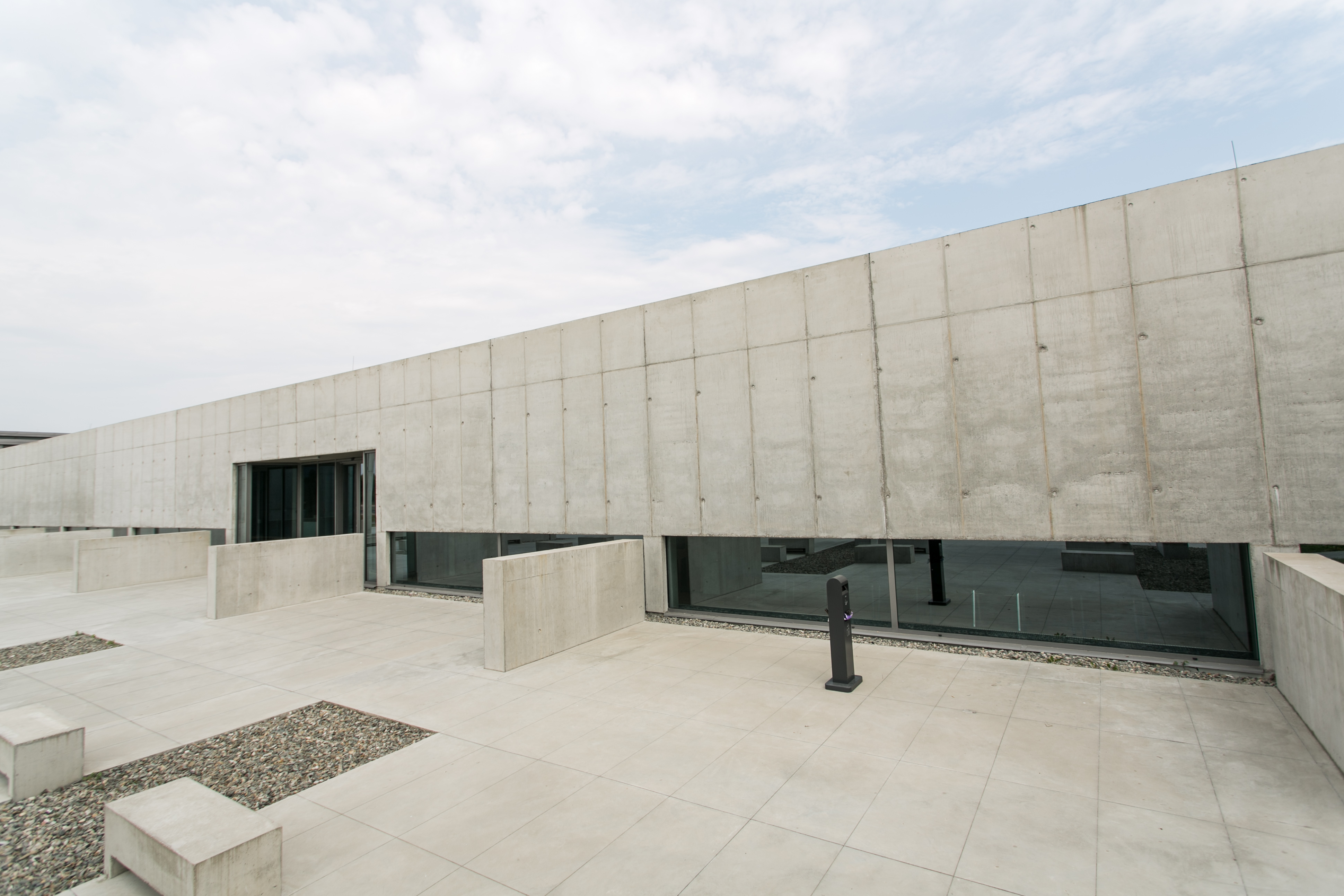
Siedziba Lubelskiego Parku Naukowo-Technologicznego przy ul. Bohdana Dobrzańskiego w Lublinie

Lubelski Park Naukowo-Technologiczny SA – park naukowo-technologiczny utworzony w 2005 roku w Lublinie. Obiekt mieści się w południowo-wschodniej części miasta i obejmuje łącznie 12 500 m² powierzchni funkcjonalnej.
Park funkcjonuje jako spółka akcyjna, w której udziały posiada dwóch akcjonariuszy: 96,21% akcji należy do Samorządu Województwa Lubelskiego, natomiast pozostałymi 3,79% udziałów dysponuje Uniwersytet Przyrodniczy w Lublinie.

## Misja
Misją Lubelskiego Parku Naukowo-Technologicznego jest rozwijanie istniejącego potencjału naukowo-badawczego Lubelszczyzny oraz wzmacnianie przepływu wiedzy i technologii pomiędzy jednostkami naukowymi a przedsiębiorcami. W ramach podejmowanej działalności spółka promuje kulturę innowacyjną, integruje środowisko naukowe, wspiera konkurencyjność uczelni i instytutów naukowo-badawczych, a także pomaga początkującym przedsiębiorcom w uruchomieniu i prowadzeniu własnej działalności oraz w transferze technologii. Lubelski Park udostępnia nieruchomości i infrastrukturę techniczną, zapewniając przedsiębiorcom korzystne warunki prowadzenia działalności gospodarczej. W ofercie Parku znajdują się także działania skierowane do najmłodszych, obejmujące przede wszystkim wspieranie nauki programowania. Ważnym obszarem działalności spółki są inicjatywy związane z organizowaniem relacji typu R2B, B2B, R2R. LPNT organizuje i współorganizuje konferencje i przedsięwzięcia związane z nowymi technologiami, startupami, informatyką, biznesem i innowacjami.
Lubelski Park Naukowo-Technologiczny SA jest członkiem International Association of Science Parks.

## Aktywność

### Wydarzenia
- LPNT przeprowadził nabór pomysłów do lubelskiej edycji konkursu Startup Roadshow. Najlepsze projekty miały szansę na wejście kapitałowe funduszu Black Pearls Investments o wartości 100 000 złotych.
- Projekt StartUp to pierwsza konferencja dla startupów i inwestorów w województwie lubelskim. Zaangażowani prelegenci są znanymi autorytetami z dziedziny innowacji biznesowych, nowych mediów i e-marketingu (m.in. Paweł Luty, Maciej Budzich, Piotr Bucki). Projekt StartUp był również podsumowaniem programu wejść kapitałowych organizowanego przez LPNT (Innova-Invest finansowana w ramach Programu Operacyjnego Innowacyjna Gospodarka, Działanie 3.1 Inicjowanie działalności innowacyjnej).
- LPNT gościł m.in. delegację gospodarczą z Indonezji, promując w ten sposób polską gospodarkę za granicą. Celem spotkania było także pozyskanie nowych, alternatywnych rynków zbytu w wybranych krajach spoza Europejskiego Obszaru Gospodarczego. W 2015 roku na terenie Parku odbyła się wizyta studentów z Ivano-Frankowska, promująca ofertę instytucji.
- MadeByLubelskie to projekt promujący innowacje z terenu województwa lubelskiego[2]. Celem programu było pokazanie 12 unikatowych innowacji, których autorzy działają na terenie Lubelszczyzny. Nagrodą dla wybranych projektów były wysokiej jakości materiały promocyjne poświęcone poszczególnym przedsięwzięciom (dostępne na kanale Lubelskiego Parku Naukowo-Technologicznego w serwisie youtube[3].
- #LiftMeUp to konkurs zorganizowany przez Lubelski Instytut Designu LPNT. Zadanie konkursowe polegało na zaprojektowaniu kabiny windy i skierowane było do młodych projektantów. Spośród wszystkich zgłoszeń komisja konkursowa wybrała najlepszą pracę, której autor otrzymał nagrodę w wysokości 5 tysięcy złotych.
- Lubelski Park Naukowo-Technologiczny od 3 lat współorganizuje jedną z największych konferencji związanych z branżą IT po wschodniej stronie Wisły, czyli Lubelskie Dni Informatyki[4]. Podczas corocznych spotkań uczestnicy zapoznają się z lubelskimi firmami działającymi w branży informatycznej, biorą udział w prelekcjach prowadzonych przez ekspertów oraz uczestniczą w warsztatach tematycznych. W każdej edycji udział bierze ponad 1000 osób. Wśród partnerów konferencji znaleźli się przedstawiciele Microsoft, IMPAQ, Asseco Business Solutions, Mobica Limited i in.
- Lublin Innovation Days to wydarzenie integrujące przedsiębiorców i naukowców Polski Wschodniej. Jego głównym celem było przedstawienie dobrych praktyk współpracy B+R oraz pokazanie procesu komercjalizacji innowacji w warunkach konkurencji globalnej. Konferencji towarzyszyły wydarzenia takie jak Meet Biotech – Boost Biotech i Aula Polska oraz warsztaty z komercjalizacji i wspierania innowacyjności.

### Programy akceleracyjne
Zadaniem projektu pt. „INNOVA-INVEST: inwestycje w innowacyjne przedsięwzięcia w Lubelskim Parku Naukowo-Technologicznym” było udzielnie wsparcia w tworzeniu nowych firm na bazie innowacyjnych pomysłów. W tym celu oferowano usługi niezbędne dla nowo powstałych przedsiębiorstw. Projekt był współfinansowany z Europejskiego Funduszu Rozwoju Regionalnego i wsparł 316 pomysłów oraz 40 inkubacji.
LPNT koordynuje również platformę startową "Connect", działającą w ramach programu „Platformy startowe dla nowych pomysłów”. Projekt ma na celu wspieranie startupów i pomoc w przekształcaniu pomysłów w innowacyjny biznes. Dotąd z możliwości platformy skorzystało już 200 przedsiębiorców i 80 nowo utworzonych startupów. Projekt związany jest z Programem Polska Wschodnia 2014–2020, realizowanym przez Polską Agencję Rozwoju Przedsiębiorczości.

### Akademia Młodego Inżyniera
W ramach Akademii Młodego Inżyniera odbywają się zajęcia z robotyki i programowania dla dzieci w wieku od 6 do 13 lat. Warsztaty rozwijają umiejętności logicznego myślenia, programowania, techniki, fizyki i matematyki oraz pracy zespołowej. Najmłodsi mogą wziąć udział w zajęciach z programowania obiektowego Scratch, robotyki Lego WeDo czy Python Minecraft.

### Inno-broker
Grupa inno-brokerów zajmuje się transferem osiągnięć badawczych i naukowych do regionalnych i ponadregionalnych przedsiębiorców. Do zadań inno-brokerów należy również doradztwo innowacyjne, identyfikacja problemów badawczych i wyszukiwanie wykonawców rozwiązań tych problemów.

### Lubelski Instytut Designu
Lubelski Instytut Designu został utworzony w strukturze Parku w celu wsparcia rozwoju designu na Lubelszczyźnie, jego promocji oraz umiędzynarodowienia produktów i usług regionu. Działania Instytutu mają pomóc zwiększyć wykorzystanie wzornictwa w procesach innowacyjnych firm i instytucji publicznych.

### Inkubator Technologiczny
Lubelski Park Naukowo-Technologiczny jest operatorem Inkubatora Technologicznego. Działalność Inkubatora opiera się na zapewnianiu firmom zakładanym przez początkujących przedsiębiorców pomocy w uruchomieniu i prowadzeniu działalności. 
Pomoc ta obejmuje m.in. wynajem na preferencyjnych warunkach powierzchni biurowej wraz z odpowiednią infrastrukturą, dostęp do specjalistycznie wyposażonych pomieszczeń (sala konferencyjna, pomieszczenia biurowe) oraz świadczenie usług doradczych.
Misją Inkubatora Technologicznego jest podnoszenie konkurencyjności i innowacyjności gospodarki aglomeracji lubelskiej poprzez wspieranie rozwoju innowacyjnych firm oraz ułatwienie prowadzenia biznesu studentom, absolwentom i pracownikom lubelskich uczelni, którzy dostrzegają możliwość spełnienia zawodowego przez prowadzenie działalności gospodarczej na własny rachunek.

### Polski Klaster Badań i Rozwoju Internetu Rzeczy
Lubelski Park Naukowo-Technologiczny jest inicjatorem Polskiego Klastra Badań i Rozwoju Internetu Rzeczy. Klaster funkcjonuje jako dobrowolne porozumienie przedsiębiorców, jednostek naukowych i naukowo-badawczych oraz instytucji otoczenia biznesu chcących współpracować na rzecz zwiększenia innowacyjności i konkurencyjności Polski w obszarze internetu rzeczy (IoT – Internet of Things).